# クランストン (ロードアイランド州)
クランストン (英: Cranston) は、アメリカ合衆国ロードアイランド州のプロビデンス郡にある都市。人口は8万2934人（2020年）。プロビデンスの南に隣接している。

## 地理
クランストンは北緯41度46分24秒、西経71度27分12秒 (41.773200, -71.453289)に位置している。アメリカ合衆国統計局によると、この都市は総面積77.5 km2 (29.9 mi2) である。
クランストンには、17の「ビレッジ」（Village）と呼ばれる地区がある。クランストン市を構成する17のビレッジは以下の通りである。
- アーリントン（Arlington）
- オーバーン（Auburn）
- ディーン・エステーツ（Dean Estates）
- イーデン・パーク（Eden Park）
- エッジウッド（Edgewood）
- フィスクビル（Fiskeville）（隣のシチューイット町にもある）
- フォレスト・ヒルズ（Forest Hills）
- ガーデン・シティ（Garden City）
- ハワード（Howard）
- ジャクソン（Jackson）（隣のシチューイット町にもある）
- ナイツビル（Knightsville）
- メシャンティカット（Meshanticut）
- オークローン（Oaklawn）
- ステーディアム（Stadium）
- ソーントン（Thornton）
- ポートゥックスト・ビレッジ（Pawtuxet Village）
- ウッドリッジ（Woodridge）

## 人口動静
2000年現在の国勢調査で、この都市は人口79,269人、30,954世帯、及び20,243家族が暮らしている。人口密度は1,071.3/km2 (2,774.6/mi2) である。433.4/km2 (1,122.5/mi2) の平均的な密度に32,068軒の住宅が建っている。この都市の人種的な構成は白人89.19%、アフリカン・アメリカン3.69%、ネイティブ・アメリカン0.30%、アジア人3.28%、太平洋諸島系0.04%、その他の人種1.93%、及び混血1.57%である。人口の4.56%はヒスパニックまたはラテン系である。
この都市内の住民は21.6%が18歳未満の未成年、18歳以上24歳以下が7.7%、25歳以上44歳以下が31.5%、45歳以上64歳以下が22.0%、及び65歳以上が17.3%にわたっている。中央値年齢は39歳である。女性100人ごとに対して男性は95.9人である。18歳以上の女性100人ごとに対して男性は92.8人である。
この都市の世帯ごとの平均的な収入は44,108米ドルであり、家族ごとの平均的な収入は55,241米ドルである。男性は40,031米ドルに対して女性は28,279米ドルの平均的な収入がある。この都市の一人当たりの収入 (per capita income) は21,978米ドルである。人口の7.3%及び家族の5.6% は貧困線以下である。全人口のうち18歳未満の8.6%及び65歳以上の8.5%は貧困線以下の生活を送っている。